# کوبلانک
کوبلانک (به آلمانی: Kublank) یک شهر در آلمان است که در Mecklenburgische Seenplatte District واقع شده‌است. کوبلانک ۲۰۷ نفر جمعیت دارد.